# Chardonnières
Chardonnières (häufig auch Les Chardonnières; Haitianisch-Kreolisch Chadonyé) ist eine Gemeinde im Département Sud von Haiti. Sie ist Hauptort des gleichnamigen Arrondissements.

## Geschichte
Der Küstenort war ein bevorzugter Stützpunkt von Bukaniern und Flibustiern im 17. Jahrhundert. Im Jahr 1817 erhielt Chardonnières den offiziellen Status einer eigenständigen Gemeinde.
Die katholische Pfarrei von Chardonnières wurde 1897 errichtet und der heiligen Anna geweiht.
Bei dem Erdbeben im Süden Haitis 2021 wurden große Teile der Gemeinde zerstört. Unter den 2200 Todesopfern waren auch Einwohner von Chardonnières.
Im Rahmen der Krise in Haiti seit 2018 trieben bewaffnete, gewalttätige Banden auch in Chardonnières ihr Unwesen, indem sie im November 2021 zeitweise die Trinkwasserversorgung unter ihre Kontrolle brachten.

## Lage und Beschreibung
Chardonnières liegt an der Küste des Karibischen Meers und grenzt an den Höhenzug Massif de la Hotte.
Neben dem Ortszentrum Ville de Chardonnières und dem städtischen Viertel Quartier de Randel bestehen drei ländliche Gemeindebezirke:
1. Randel (Landbezirk) mit Belsue, Duplantin, Nan Bento, Nan Dassier, Planton-Mombin, Platon, Poty und Rampart,
2. Déjoie mit Aubin, Benoit, Bois de Chêne, Dubreuil, Graplain, Haut Bois, Labaye, La Visite, Nan Cirouel, Platon-Mombin und Sèche sowie
3. Bony mit Belle-Dent, Bousquet, Calapa, Calebasse, Cassagnol, Coquignol, Lagon-Ferou, Malori, Nan Bois, Nan Charles, Nan Pont, Paris, Samedi und Tete-Digue.

Die Küstenstraße Route Départementale RD-25 führt durch die Gemeinde. In rund 69 Kilometern Entfernung ist im Osten Les Cayes zu erreichen, wo die RN-2 verläuft.
Landwirtschaft, Fischerei, Viehzucht und Kunsthandwerk gehören zu den wesentlichen wirtschaftlichen Aktivitäten in der Gemeinde. Sie ist seit ihren frühesten Jahren bekannt für die hier erzeugten Rosinen, die es bis in die Küche der französischen Könige gebracht haben sollen.
Entsprechend findet ein jährliches Traubenfestival statt. Die Höhle Nan Gola ist eine Attraktion, ebenso wie die Weinberge Le Vieux-Chardo, der Nationalpark Macaya und der See Etang Saint Clou.